# Windham Wyndham-Quin
Windham Thomas Wyndham-Quin (12 février 1841 - 14 juin 1926) est un journaliste , propriétaire foncier, entrepreneur, sportif et homme politique conservateur Anglo-Irlandais. Il est sous-secrétaire d'État aux colonies dans le gouvernement de Robert Arthur Talbot Gascoyne-Cecil de 1885 à 1886 et de 1886 à 1887. Il préside également avec succès la Conférence foncière de 1902 et est le fondateur de l'Irish Reform Association. Il recrute deux régiments de tireurs d'élite, les menant dans la guerre des Boers et établissant plus tard une unité en Irlande. Il est titré vicomte Adare entre 1850 et 1871 avant d'être titré comte de Dunraven et Mount-Earl.
Chasseur de gros gibier, en 1874, Dunraven revendique 15 000 acres dans le Colorado, aux États-Unis, déterminé à faire de la région un parc à gibier. Il y construit un hôtel touristique mais vend le terrain au début du XXe siècle, sous la pression continue des colons qui tentent d'empiéter sur ses propriétés.

## Jeunesse et éducation
Il est le fils du Edwin Wyndham-Quin (3e comte de Dunraven et Mount-Earl) et de sa première épouse, Florence Augusta Goold, troisième fille de Thomas Goold. Il fait ses études à Christ Church, à Oxford. Après avoir servi comme lieutenant dans le 1st Life Guards, un régiment de cavalerie, Dunraven devient, à vingt-six ans, correspondant de guerre du journal londonien The Daily Telegraph. Il couvre la guerre d'Abyssinie en Afrique. À ce titre, il partage une tente avec Henry Morton Stanley du New York Herald.
Dunraven devient envoyé spécial pour un «grand quotidien de Londres » pendant la guerre franco-prussienne en 1870-1871. Il couvre le siège de Paris, assiste à la troisième guerre carliste et à la guerre en Turquie, et probablement à la guerre russo-turque. Dunraven est témoin à la fois de la signature du traité de Versailles, qui met fin à la guerre franco-prussienne en 1871, et plus tard de la signature du traité de Versailles pour mettre fin à la Première Guerre mondiale en 1919.

## Carrière militaire
Il sert comme enseigne de la 4e Compagnie, Corps de Volontaire de l'Université d'Oxford le 30 décembre 1859, promu lieutenant le 1er mars 1860. Il démissionne le 3 décembre 1861. Il est cornette et sous-lieutenant, 1er Life Guards, le 2 juin 1865 et achète la promotion au grade de lieutenant à la même date (ce qui est coutumier à l'époque). Il est Aide de camp supplémentaire du Lord lieutenant d'Irlande en 1864. Retiré des 1ers gardes le 1er février 1867, il est lieutenant dans la cavalerie de Gloucestershire Yeomanry et démissionne de sa commission le 9 juin 1875. Il est nommé colonel honoraire de l'artillerie royale de Glamorgan Artillery (division occidentale) le 17 avril 1895. Il est nommé colonel honoraire du 5e bataillon, les Royal Munster Fusiliers, le 25 août 1897.
Au début de la seconde guerre des Boers, l'armée britannique subit des défaites face aux Commandos boers, composés d'hommes qui sont des tireurs de première classe et de bons cavaliers. Le comte de Dunraven forme un comité en décembre 1899 pour lever un escadron de «tireurs d'élite» parmi ces volontaires qui pouvaient à la fois rouler et bien tirer. En mars 1900, un bataillon complet (18e Bn Imperial Yeomanry) est levé.
Le 6 avril 1900, les tireurs d'élite de Dunraven partent pour l'Afrique du Sud. Lord Dunraven, au dernier moment, décide d'accompagner la force et est affecté comme capitaine surnuméraire à l'état-major du bataillon. Il est nommé le 17 avril 1900 comme capitaine (surnuméraire) du 18e bataillon de la Yeomanry impériale, avec le grade temporaire de capitaine dans l'armée, à partir du 18 avril 1900, qu'il abandonne en juillet 1901. Il est mentionné dans des dépêches (29 novembre 1900) par Lord Roberts, commandant en chef au début de la guerre.
En janvier 1901, le gouvernement lance un nouvel appel à la yeomanry et entre février et mars, 1 200 autres hommes sont recrutés par le comité des tireurs d'élite. Ils sont formés en deux bataillons, le 21e et le 23e. Les tireurs d'élite mènent de nombreuses actions à petite échelle contre les Boers, avec une habileté croissante, et montrent la valeur de troupes mobiles, bien armées et ingénieuses. À la suite de leur succès, Lord Dunraven reçoit la permission de lever un régiment pour le service en Angleterre. Le 23 juillet 1901, la 3e Yeomanry impériale du comté de Londres (tireurs d'élite) est officiellement organisée.
Le 25 mars 1902, Dunraven démissionne de sa commission et reçoit une nouvelle commission, sous réserve des dispositions de la Militia and Yeomanry Act, 1901, conservant son grade et son ancienneté en tant que lieutenant-colonel (capitaine honoraire dans l'armée). Dans la liste des honneurs d'anniversaire de novembre 1902, il est nommé Compagnon de l'Ordre de Saint Michel et Saint George (CMG) pour son service en Afrique du Sud.
Le 22 novembre 1903, le major-général Baden-Powell, inspecteur de cavalerie, dévoile un mémorial dans l'église de St Martin's in the Fields. Environ 400 hommes de tous les grades de 3CLY sous le commandement du colonel Lord Dunraven assistent à la cérémonie. Le 6 août 1904, il est nommé colonel honoraire du régiment. En 1904, le premier honneur de bataille du régiment en Afrique du Sud 1900-02 est décerné.

## Carrière politique
Dunraven succède à son père dans le comté en 1871 et prend son siège à la Chambre des lords. Il est sous-secrétaire d'État pour les colonies sous Lord Salisbury de 1885 à 1886 et de nouveau de 1886 à 1887. De 1888 à 1890, il est président de la Commission sur le travail. En tant qu'unioniste modéré constructif, il cherche à apporter une solution pacifique à la question foncière irlandaise et à la demande d'autonomie locale. En 1897, il publie The Outlook in Ireland, the case for Devolution and Conciliation qui est réimprimé en 1907.
Dunraven est un membre inaugural du conseil du comté de Glamorgan, représentant Bridgend en tant que conservateur entre 1889 et 1892. Il siège aussi en tant que conseiller du Parti modéré représentant Wandsworth au Conseil du comté de Londres de 1895 à 1899.
Dunraven est le propriétaire du domaine de 39 000 acres d'Adare Manor à Adare, comté de Limerick. À l'initiative de George Wyndham, le Secrétaire en chef pour l'Irlande, il joue un rôle déterminant dans la formation de la Conférence foncière de 1902 dont il est président, représentant le côté des propriétaires. En collaboration avec William O'Brien, qui représente le côté des locataires, la conférence aboutit à la publication d'un rapport unanime en janvier qui conduit à la promulgation du Land Purchase (Ireland) Act 1903. Cela met fin au dernier vestige de la propriété absente en Irlande et permet aux locataires d'acheter des terres à leurs propriétaires dans le cadre de dispositions financières favorables.
Après avoir présidé la Conférence foncière, Lord Dunraven fonde l'Irish Reform Association. Tout en reflétant principalement les vues de propriétaires progressistes comme lui, il est destiné à rallier tous ceux qui souhaitent voir la «politique de conférence» appliquée à d'autres sphères de la vie irlandaise. Dans le courant de 1904, cet organisme élabore un plan de «déconcentration», c'est-à-dire d'octroyer à l'Irlande des pouvoirs limités d'autonomie locale. Le Sous-Secrétaire pour l’Irlande, Sir Antony MacDonnell, contribue à sa rédaction.
Il est accueilli dans un premier temps comme un pas important vers l'autonomie gouvernementale, mais pas comme un Home Rule. Une telle politique n'a pas réussi à obtenir un soutien nationaliste suffisant, les nouvelles propositions étant rejetées par John Dillon. Les unionistes répondent en formant le Conseil unioniste d'Ulster en 1905. Pour Dillon, la déconcentration n'est pas suffisante; pour les unionistes d'Ulster alarmés, c'est un cheval de Troie pour l'autonomie locale. En fin de compte, la controverse conduit le secrétaire en chef George Wyndham à être chassé de ses fonctions dans l'ignominie.
Dunraven est également membre de l'Ordre de Saint Patrick. À la fondation de l'État libre d'Irlande, il devient membre du premier Sénat en décembre 1922 et sert jusqu'à sa démission en janvier 1926. Il est nommé au Sénat par le président du Conseil exécutif, William T. Cosgrave, dans le cadre des assurances lors de la négociation de 1921 du traité anglo-irlandais donné par Arthur Griffith aux unionistes du sud et le gouvernement britannique que les unionistes auraient une représentation adéquate dans le nouveau parlement pour sauvegarder leurs intérêts.

## Chasseur du Colorado

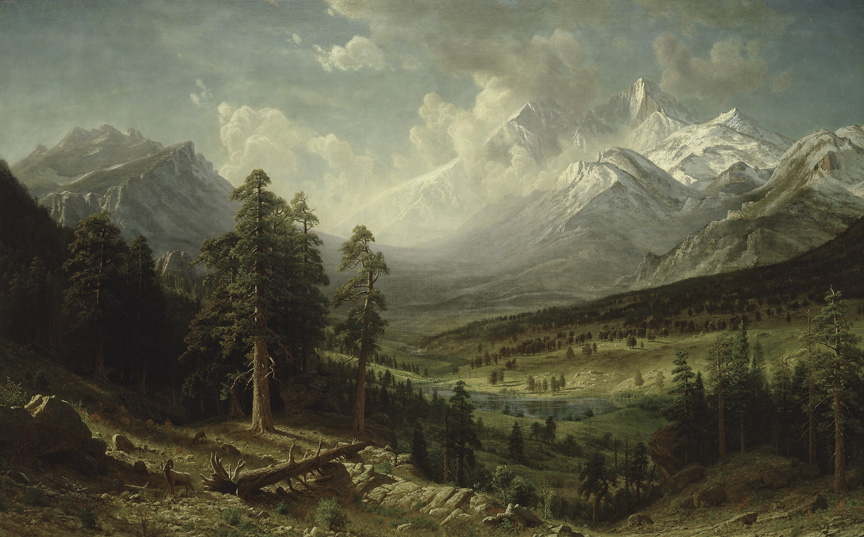
Albert Bierstadt est chargé par le comte de Dunraven de faire une peinture de la région d'Estes Park et de Longs Peak en 1876 pour 15000 $. La peinture, à l'origine exposée dans le château de Dunraven, fait maintenant partie de la collection du Denver Art Museum

Lord Dunraven passe une grande partie de son temps libre à chasser du gibier sauvage dans diverses parties du monde. Après avoir entendu parler de la belle chasse dans l'Ouest américain, il décide de le visiter. Il arrive pour la première fois en 1872 et rencontre Texas Jack Omohundro, qui est son guide et dirigé le comte sur la chasse au buffle et aux élans. Retrouvant Texas Jack lors de sa deuxième visite dans l'ouest américain en 1874, il explore le parc de Yellowstone. Ce voyage est documenté dans son livre Hunting in the Yellowstone ou On the Trail of the Wapiti with Texas Jack in the Land of Geysers . Plus tard au cours du même voyage, le jeune comte décide de faire de l'ensemble d'Estes Park, Colorado, une réserve de gibier à l'usage exclusif de lui-même et de ses amis britanniques et irlandais. En étirant les dispositions de la Homestead Act et des droits de préemption, Dunraven revendique 15 000 acres (61 km 2) dans ce qui est plus tard désigné comme l'actuel parc national des Rocheuses. Ses efforts aboutissent à ce qu'on a appelé «l'un des vols de terres les plus gigantesques de l'histoire du Colorado ». L'arrivée de nouveaux colons en 1874 et 1875 met fin à cette appropriation massive des terres.
En 1876, le comte charge Albert Bierstadt de réaliser une peinture sur toile de Longs Peak et Estes Park pour 15000 USD. Il a l'intention de l'accrocher au château de Dunraven. Bierstadt voyage avec Theodore Whyte, l'associé du comte, dans la région et visite des endroits pour faire des croquis et des peintures; Whyte travaille également à identifier un site pour un hôtel anglais pour le comte. Le tableau terminé est maintenant conservé dans la collection d'art de la bibliothèque publique de Denver. Bien que pendant 33 ans, Dunraven ait considéré le parc comme sa propriété personnelle, les colons ne l'ont pas fait. Leur hostilité l'a forcé à abandonner l'idée d'une réserve de chasse.

## Entreprise touristique

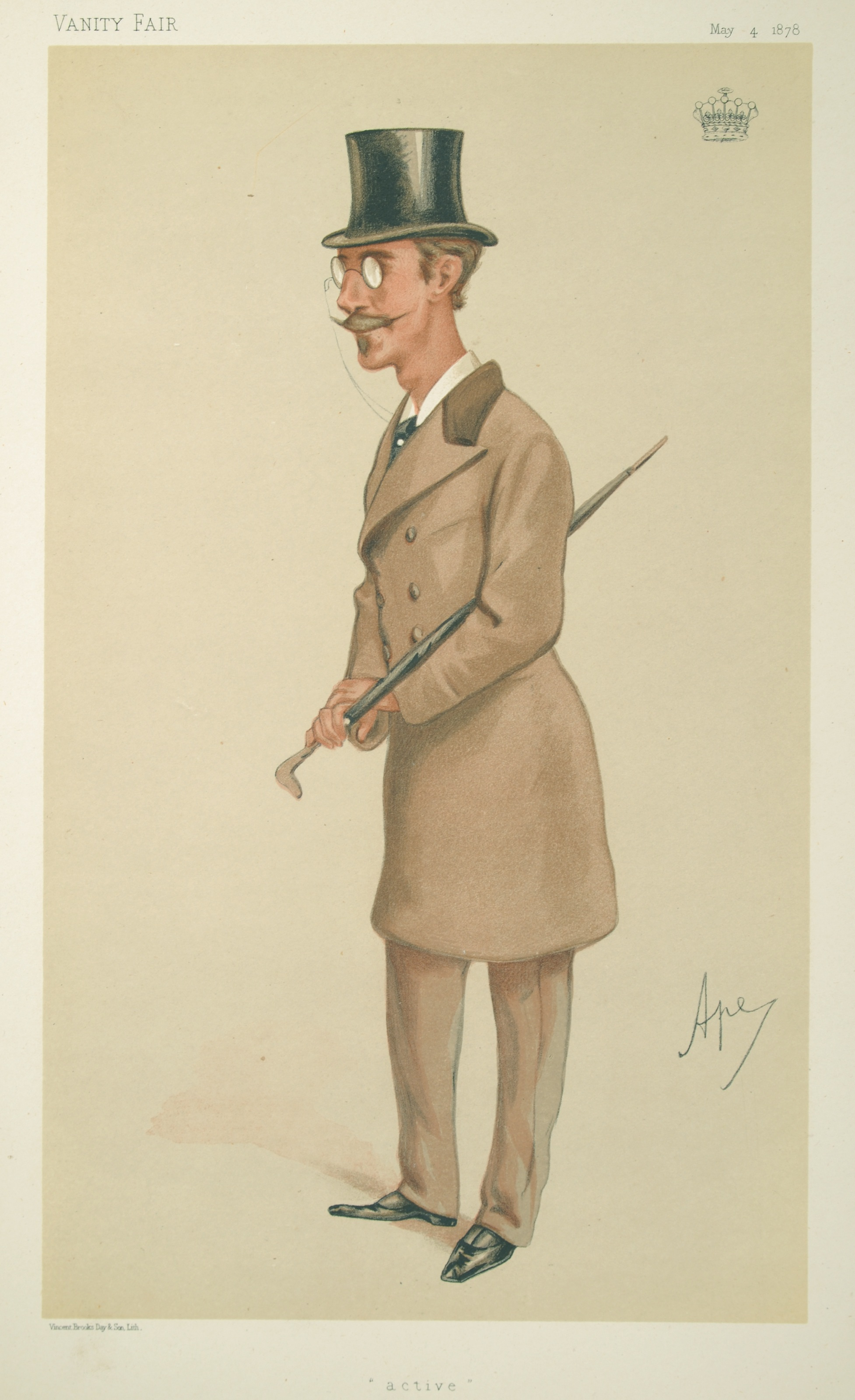
"Actif". Caricature de Lord Dunraven par Ape publiée dans Vanity Fair en 1878.

Bierstadt, chargé par Dunraven de peindre à Estes Park, aide également à sélectionner le site de "l'hôtel anglais" de Dunraven, construit en 1877. Il est situé dans une prairie à l'est du village actuel d'Estes Park et est le premier hôtel strictement touristique construit dans le parc. L'hôtel est un bâtiment à ossature de bois de trois étages. Il a douze fenêtres étroites et une grande porte ouvrant sur un porche à colonnes à un étage. Le toit de ce porche forme une terrasse ouverte entourée d'une petite balustrade. Le porche courait sur toute la longueur de la façade du bâtiment et environ à mi-chemin autour de chaque extrémité.
Dunraven s'étant rendu compte qu'il lui serait impossible de contrôler toute la région du parc; en 1907, il vend sa propriété à BD Sanborn de Greeley, Colorado et FO Stanley de Newton, Massachusetts. Stanley construit plus tard l'hôtel Stanley historique à Estes Park. «L'hôtel anglais» en bois de Dunraven a brûlé au sol en 1911.

## Sportif

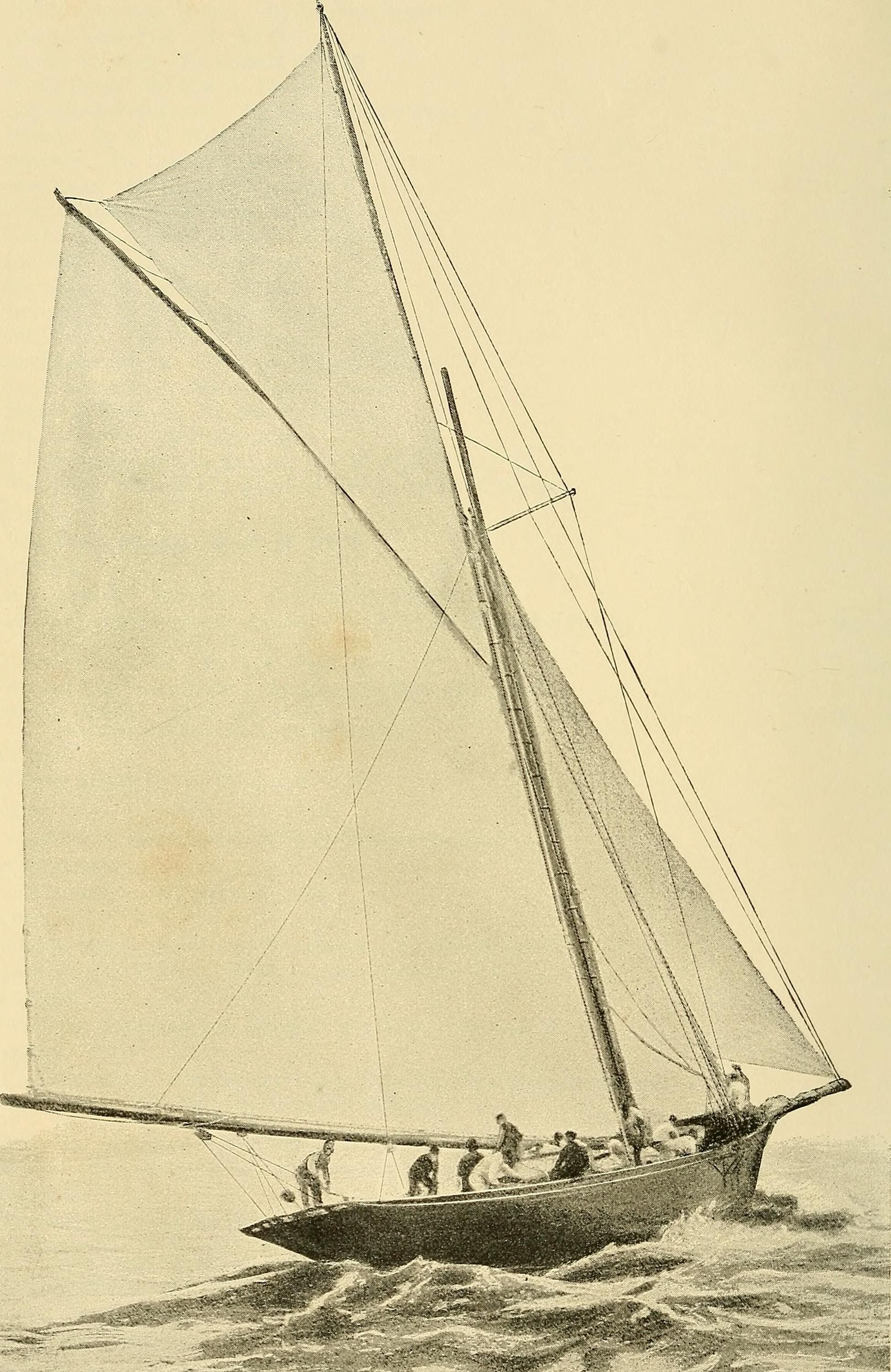
Valkyrie I

Lord Dunraven entretient un haras équestre sur son domaine Adare Manor. Il expérimente la culture du tabac jusqu'à ce que son usine soit incendiée en 1916. Plaisancier passionné, le comte est le propriétaire et le copropriétaire des yachts de la Coupe de l'America Valkyrie II et Valkyrie III. À son retour à la maison en 1896 de Newport, Rhode Island, Dunraven prétend que le yacht américain vainqueur, Defender a triché. En tant que sportif, il écrit Canadian Nights sur « la vie et les sports dans les Rocheuses ».

## Famille et vie personnelle
Lord Dunraven épouse Florence Kerr, deuxième fille de Lord Charles Kerr. Ce dernier est le premier fils du 6e marquis de Lothian de sa seconde épouse. Les Dunraven ont trois enfants:
- Lady Florence Enid Wyndham-Quin (13 juin 1870 - juillet 1891).
- Lady Rachael Charlotte Wyndham-Quin (20 février 1872 - 30 janvier 1901), épouse Desmond FitzJohn Lloyd FitzGerald, 27e chevalier de Glin
- Lady Aileen May Wyndham-Quin (9 avril 1873 - 25 février 1962), épouse Lord Ardee, qui devient plus tard, en 1929, le 13e comte de Meath, et a des enfants. En 1897, elle est l'une des invitées au bal costumé du jubilé de diamant de la duchesse de Devonshire[22].

En 1869, Lord Dunraven révèle dans ses journaux, sous le titre Experiences in Spiritualism with DD Home, qu'il a dormi dans le même lit que Daniel Dunglas Home. De nombreuses entrées du journal contiennent des références érotiques homosexuelles entre Home et le Lord Adare de l'époque.
À partir de 1900, Lord Dunraven développe les jardins de "Garinish Island " (près de Sneem, comté de Kerry, République d'Irlande), qu'il a hérité de son père, Edwin Wyndham-Quin (3e comte de Dunraven et Mount-Earl), en un jardin subtropical sauvage. Il existe encore aujourd'hui. La maison, appelée «Garinish Lodge», est incendiée en septembre 1922 pendant la guerre civile irlandaise (1922–1923), mais reconstruite plus tard.
Lord Dunraven est décédé en juin 1926, à l'âge de 85 ans. Comme il meurt sans héritier mâle, le comté passe à un cousin, Windham Wyndham-Quin (5e comte de Dunraven et Mount-Earl). La baronnie de Kenry, qui a été créée pour son père, s'est éteinte. Il laisse tous ses biens non réglés (acquis de son vivant), y compris l'île Garinish, son yacht et ses chevaux de course à son unique enfant, Aileen. Toute la propriété, qui comprenait Adare Manor (en) et d'autres propriétés là-bas, ainsi que le domaine du château de Dunraven et plusieurs mines de charbon précieuses dans le sud du Pays de Galles, sont laissées à son successeur, son cousin. Dunraven est  enterré à l'église Saint-Nicolas d'Irlande à Adare, dans le comté de Limerick, en Irlande. 
En 1939, 13 ans après sa mort, Norfolk Street (Londres, Mayfair, Royaume-Uni) est rebaptisée Dunraven Street en son honneur. Le col de Dunraven sur la route Grand Loop entre la tour et le canyon dans le parc national de Yellowstone porte le nom de Lord Dunraven, tout comme le Dunraven Peak, un sommet de montagne de 3 008 m dans la chaîne de Washburn.